# Вече
Ве́че (ст.‑слав. вѣтъ) ― народное собрание у славянских народов. Действовало, в основном, в политических центрах Киевской Руси и русских княжеств. Вечевые собрания не имели определённой структуры и собирались только в исключительных случаях; их функциями являлись: заключение ряда (договоры) с князем, избрание князя или посадника, начало войны и заключение мира. Относительно социального состава веча существуют несколько точек зрения: в народных собраниях могли участвовать или все свободные жители государства, или свободные горожане, или только знать. Также существует мнение, что состав веча различался от случая к случаю. В случае смерти мужа в собрании могла участвовать его жена. Созыв производился звоном колокола или с помощью глашатаев.
Вече происходит из племенных собраний славянских племён. В Киевской Руси на народных собраниях могли участвовать горожане и жители пригородов, включая князя и высших церковных иерархов. При этом древнерусское вече представляло собой не институт прямой демократии, а представительный орган. В Северо-Западной Руси вечевые собрания являлись высшим государственным органом, занимавшимся вопросами о выборе князя, объявлении войны, заключении мира и судопроизводства. В Северо-Восточной Руси на вечевых собраниях выступали представители разных социальных групп, а князю была необходима поддержка веча. Вече также существовало в Западной Руси и Юго-Западной Руси. Так, в Полоцком княжестве оно отвечало за вопросы торговли. В научной литературе также принято применять термин «вече» по отношению к народным собраниям западных славян; вечевые собрания могут отождествляться с тингом. Народные собрания постепенно исчезли после монгольского нашествия на Русь ввиду усиления княжеской власти (во Владимирском княжестве), завоевания Русским царством (в Северо-Западной Руси) либо замены магдебургским правом (в Западной и Юго-Западной Руси).

## Этимология
Слово «вече» происходит от праславянского «vĕtjo» («совет»), но неизвестно, применялось ли данное понятие по отношению к органам власти в догосударственную эпоху у славян. При этом, согласно «Этимологическому словарю русского языка», данная лексема может происходить из древнечешского или прусского языков («věce» ― «сказал» и «wayte» ― «произношение» соответственно).

## Описание

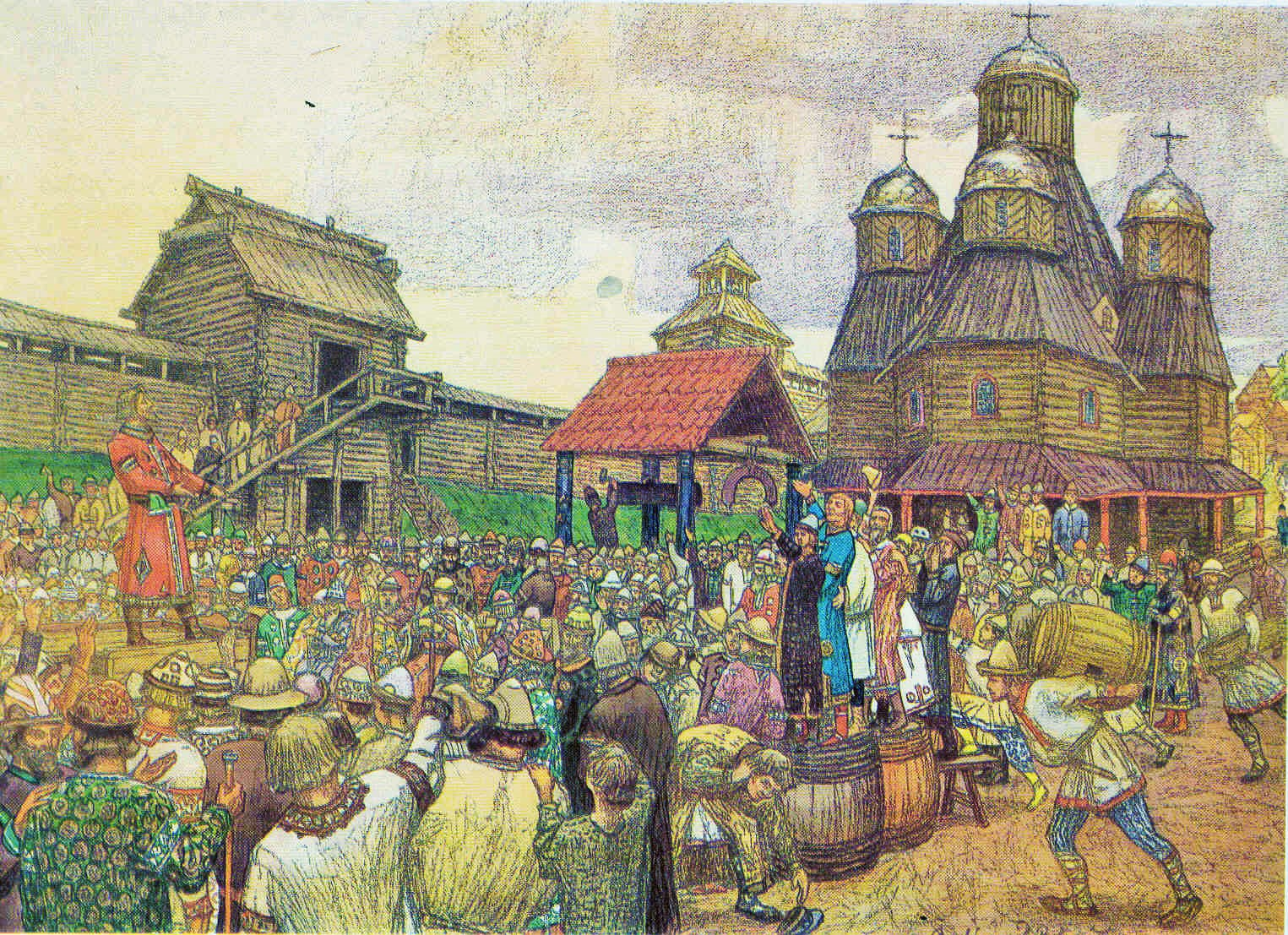
«Псковское вече», картина Аполлинария Васнецова

Вече представляло собой политическое собрание горожан в Киевской Руси и русских княжествах, которое действовало, в основном, в центрах русских земель. При этом решения веча центра являлись обязательными для исполнения на территории и других городов княжества. Функциями вечевых собраний были: избрание должностных лиц (князя, посадника) и их изгнание, заключение договора с князьями, а также принятие решения об участии городского ополчения в войне. Зачастую вече делило власть с князем, однако подобные народные собрания не являлись постоянно действующими органами власти (в том числе не участвовали в непосредственном осуществлении власти в стране), не имели чёткой структуры: определения полномочий или регламента сбора и созывались только в исключительных случаях. Вече было тесно связано с различными массовыми церемониями (пиры, праздники, встречи и проводы князя, обмен дарами), причём места, на которых собирались веча, также были разнообразными: площади, открытое поле, у соборов и пр. Созыв участников, по мнению Василия Сергеевича, Михаила Владимирского-Буданова и Михаила Дьяконова, производился не только с помощью вечевого колокола, но и глашатаев.
Социальный состав участников вечевых собраний вызывает споры. Так, в историографии исследователи выделяют три основные точки зрения: в вече участвовали все свободные жители земли (мнение Василия Сергеевича и Игоря Фроянова), свободные горожане (данную позицию высказывали Михаил Владимирский-Буданов, Арсений Насонов, Михаил Тихомиров, Юрий Лимонов и Павел Лукин) либо только знать (мнение Валентина Янина и Петра Толочко). Также существует позиция о том, что вечем назывались различные собрания, в которых социальный состав участников зависел от собрания (точка зрения Владимира Пашуто и Клауса Цернака). В случае смерти мужа в вечевом собрании могла участвовать его жена.

## История

### Происхождение
Проблема происхождения веча является противоречивой. Изучение данного вопроса впервые началось в XVIII веке: большинство исследователей полагало, что вечевые собрания являлись предшественниками самодержавия, начавшегося с призванием Рюрика на княжение. Точки зрения, что вече появилось в глубокой древности и непрерывно развивалось, придерживались Иван Болтин и Николай Карамзин. Отдельные мнения высказывали Василий Татищев (вече сложилось достаточно поздно в отдельных русских землях из-за кризиса самодержавия) и Алексей Манкиев (вече зародилось и являлось основным институтом власти только у северных восточнославянских племён).
В дореволюционной историографии XIX―XX веков одна часть историков считала, что вечевые собрания существовали издревле, являясь одним из институтов обычного права. Другая часть возводила вече к племенным собраниям славян. При этом Василий Ключевский утверждал, что вече «было преемником древней городской торгово-промышленной аристократии» и являлось новообразованием XI века. Появление вечевых собраний Ключевский связывал с упадком авторитета князей, что было обусловлено междоусобными войнами. Данные противоречия вызваны тем, что в письменные источники не указывают на время и причины появления вечевых собраний, а также обладают сжатой информацией, затрудняющей историческую реконструкцию.
В советской и постсоветской историографии учёные не сомневаются в возникновении веча в древности (большинство историков соотносит племенные и вечевые собрания), но трактовка эволюции народных собраний всё ещё вызывает разногласия. Согласно группе исследователей, вечевые собрания в период существования Киевской Руси находились в состоянии затухания. С данным мнением не согласны другие историки, утверждающие, что вече непрерывно эволюционировало с древности до XII—XIII веков. Станислав Думин, Анатолий Турилов и Борис Флоря считают, что вечевые собрания, несмотря на свою древность, к XI веку изжили себя как высший государственный орган. Отдельные точки зрения также представлены в работах Игоря Ермолаева (утверждение о позднем происхождение веча), Валентина Янина и Марка Алешковского (вече было создано искусственно «на основе кончанского представительства»).

### В Киевской Руси
Вече в Киевской Руси произошло от племенных собраний восточных славян и представляло собой собрания горожан и представителей пригородов (так, на городскую локализацию древнерусского веча указывал Александр Пресняков). При этом народные собрания представляли собой представительный орган, а не институт непосредственной демократии. Согласно Игорю Фроянову, на вечевых собраниях могли участвовать представители всех социальных групп (от взрослых мужчин до князя и представителей высшей духовной власти); количество участников одного вечевого собрания могло составлять 500 человек (данные Игоря Данилевского относительно народных собраний в Великом Новгороде). Вече собиралось не периодически, а по мере потребности.
Игорь Данилевский также смог реконструировать порядок проведения народных собраний на примере новгородского и киевского веча: участники собирались на главной площади города и рассаживались на заранее расставленные на ней скамьи. Если же участников было больше, чем могла вместить площадь, вече собиралось на любой пригодной местности за городом. На вече присутствовали руководство города, князь и высшие церковные сановники; задачей всех данных лиц становилось руководство порядком проведения собрания. Итоговое мнение участников выражалось возгласами одобрения или неодобрения: голоса не считали, требовалось большинство голосов или единогласное решение. Разногласия между участниками могли решаться с использованием силы уже после окончания веча.
Источники так рассматривали функции вечевых собраний в Киевской Руси: призвание князя и заключение ряда с ним, смещение князя, поддержка того или иного князя в междоусобной борьбе, организация обороны, управление и суд при отсутствии князя (летописные источники), оборона города от кочевников, призвание князя (Николай Карамзин), заключение мира и начало войны, решение вопросов, связанных с денежными сборами, князем и его администрацией, распоряжение городским бюджетом и землёй (Игорь Данилевский), призвание князя, заключение с ним ряда, управление и осуществление судебного процесса (Василий Сергеевич). При этом изначально вечевые собрания обладали правом участия в любом суде. И если Михаил Владимирский-Буданов отмечал, что вече стояло наравне с князем, то Александр Пресняков утверждал, что княжеская власть стояла выше народных собраний. На суде вече рассматривало преступления против государства и существовавшего порядка управления. При этом вечевые собрания назывались верховным судебным органом не потому, что им поручалось рассматривание дела в последней инстанции, а ввиду авторитета своей власти.

### В период феодальной раздробленности

#### В Северо-Западной Руси

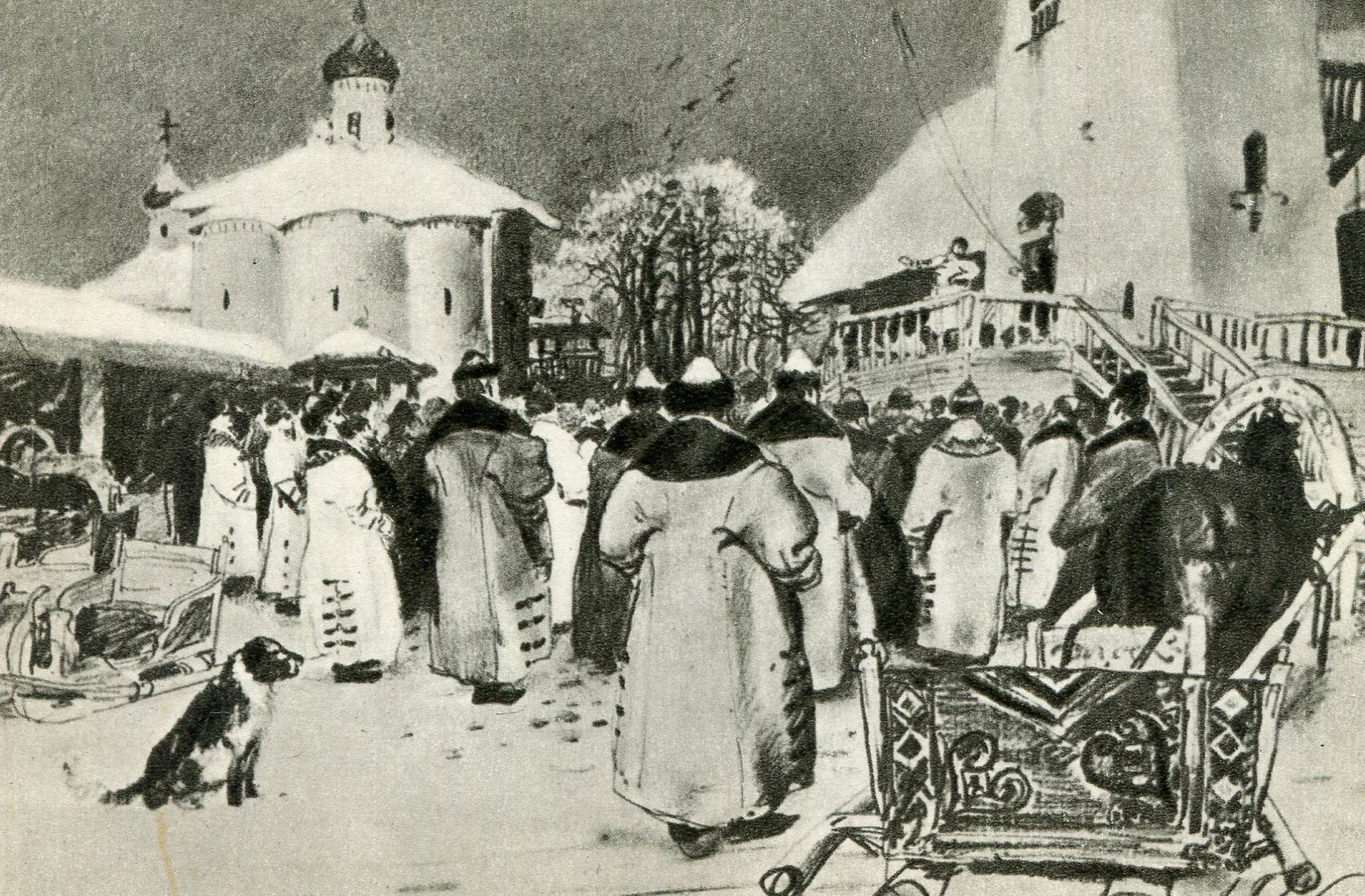
«Новгородское вече», картина Андрея Рябушкина

Новгородское вече существовало в 1016—1478 годах. Согласно А. В. Петрову, в Новгородской республике вече представляло собой совещание городских общин (концов и улиц), руководимых местными боярами, при этом посещение веча являлось правом, а не обязанностью. Отдельные лица не играли роли во время народных собраний. На новгородском вече решение принималось только единогласно (путём выкрикивания и перекрикивания представителями одних концов жителей других), причём единогласно принятым считалось мнение, одобренное «решительным большинством», при отсутствии голосов несогласных против данного большинства. В Новгороде вече выполняло такие функции, как: объявление войны и заключение мира, руководство экономикой государства, заключение договоров с иностранными купцами и государствами, ведение суда по политическим и должностным вопросам. При этом, если юридически вечу подчинялся Совету господ, то фактически именно Совет ограничивал власть вечевых собраний внутри страны.
В Псковской республике вече являлось органом государственной власти, на котором избирались князь и посадник, могло вестись судопроизводство, а также заключались международные договора. Согласно Ивану Беляеву, псковское вече представляло собой собрание всех свободных мужчин (за исключением «бездомной вольницы»), участники которого принимали решение самостоятельно, не завися от власти князя, что было гарантировано 4-й статьёй Псковской судной грамоты. Социальный состав псковского веча можно описать синонимичными, с точки зрения А. А. Вовина, выражениями «(весь) (господин) (великий) Псков» и «(все) (мужи) псковичи»; под данными понятиями подразумевались жители самого Пскова (внутри городских стен), которые противопоставлялись обитателям посада и сельской местности. При этом «псковичи» могли принимать решения на вече за остальных жителей Псковской республики.
По мнению Константина Неволина, в XIII ― начале XVI веков, народные собрания в Псковской республике являлись одним из органов судебной власти. Они могли вести гражданское и уголовное судопроизводство, а также применять меры юридической ответственности по отношению к преступникам. При этом главным объектом юрисдикции веча являлись преступления избираемых народными собраниями должностных лиц Псковской республики. Данную позицию опровергал Фёдор Устрялов, писавший о том, что на вечевых собраниях должен был разбираться конфликт между князем и посадником, а правом верховной судебной власти владел псковский князь. Согласно Александру Никитскому, в XIV веке (во время правления Александра Михайловича) в Пскове была проведена судебная реформа, что было связано с усилением власти князя. Преобразование заключалось в том, что судопроизводством стал заниматься сам князь, а не вечевые собрания. С данной позицией согласен Владимирский-Буданов, который писал о полном уничтожении вечевого суда после появления постановления Псковской судной грамоты о князе и посаднике, не судящих «на вечи». Однако подобной точки зрения не придерживался Николай Костомаров, по мнению которого народные собрания являлись высшим судебным органом в Пскове вплоть до 1510 года.
По мнению кировского историка Виктора Низова, вече в Вятской республике было полным аналогом новгородского, его участники жили в столице страны. Однако с этим мнением не согласен А. Н. Тихонов, согласно которому, подобные тезисы не имеют опоры в исторических источниках, например, в Повести о стране Вятской, по которой можно только утверждать, что вече существовало как социальный институт, но невозможно точно установить, как оно действовало. Наблюдения Павла Луппова и Анатолия Эммаусского показывают, что вечевое устройство характерно для «ничейных земель», подобных Вятской республике, куда шли недовольные своей прежней жизнью люди (выходцы из Вологодского, Галицкого, Нижегородо-Суздальского, Ростовского княжеств и Новгородской республики). Подобная особенность определила функции вятских народных собраний: избрание должностных лиц (воевод), решение вопросов начала войны и заключения мира, ответ новгородским князьям на их требования, решение о поддержке силой ушкуйников и, вероятно, осуществление правосудия.

#### В Северо-Восточной Руси
В городах Северо-Восточной Руси народные собрания появились в первой половине XI века. Во Владимире вече было образовано в 60-х годах XII века (одновременно с этим в городе был упразднён прежний институт посадничества), что совпадало с периодом бурного развития Владимира и было связано с переездом в город Андрея Боголюбского. Социальный состав вечевых собраний был представлен боярами, дворянами, воями, купцами и представителями православного духовенства. При этом, ремесленное население составляло большинство населения городов Владимиро-Суздальского княжества, но не играло большой роли при участии в вече.
В 1175 году (после смерти Андрея Боголюбского) было созвано общеволостное вече, которое должно было решить вопрос о наследовании в княжестве. В 1211 году вечевое собрание во Владимире заключило ряд с Юрием Всеволодовичем, сыном Всеволода Большое Гнездо, по инициативе последнего. При этом на вечевом собрании были представлены представители всех социальных слоёв Владимиро-Суздальского княжества, включая сельских жителей. Таким образом, по мнению А. А. Мещениной и Р. А. Соколова, ко второму десятилетию XIII века сложилась практика решения вопросов о наследовании в Северо-Восточной Руси: хотя князь мог изменить порядок наследования, ему была необходима поддержка народных собраний, на которых выступали представители различных социальных групп.
Согласно Игорю Фроянову, на владимирское вече был избран Андрей Боголюбский, однако его выводы ставил под сомнение Лев Черепнин, утверждавший, что Андрей Боголюбский был ставленником суздальского боярства. Свою позицию он обосновывал тем, что, во-первых, Владимир не мог быть местом веча, так как в 1157 году ведущую роль в княжестве играли Ростов и Суздаль, и, следовательно, один из данных городов выступал в качества места народного собрания, и, во-вторых, даже если вечевое собрание проходило в один день, то оно было бы весомой проблемой из-за большого количества людей, состоявшего из жителей Ростова (или Суздаля), а также пригородов, включая Владимир. Таким образом, А. А. Кузнецов делает вывод о том, что Игорь Фроянов и его ученики подводили взаимоотношения городов Волго-Окского междуречья под политическую модель Северо-Западной Руси, однако также отмечает, что часть сведений в исторических источниках XII―XIII веков, посвящённых Северо-Восточной Руси, можно интерпретировать только по положениям трудов Игоря Фроянова.

#### В Западной и Юго-Западной Руси
Вечевые собрания также существовали в Киевском и Полоцком княжествах. Полоцкое вече существовало в начале XV века. Оно созывалось с помощью колокольного звона, и в нём участвовали только жители Полоцка (в частности, бояре, дворяне, мещане, а также, вероятно, чернь) но не обитатели предместий и сельской местности. Народные собрания в княжестве решали вопросы установки порядка торговли, с вечем советовался великий князь литовский. Вече существовало как в Галиции, так и на Волыни. Ему принадлежало право призывать и изгонять князя (например, в 1206 году в Галич был призван княжить Владимир Игоревич), особенно ярко князья сменялись вечем в Галиции. На народных собраниях в Галицко-Волынском княжестве зачастую участвовала община всего города.

### Исчезновение
В Северо-Западной Руси (Новгороде и Пскове) вечевые собрания прекратились собираться после завоевания данных земель Московским государством (в 1478 и 1510 годах соответственно). На территориях Северо-Восточной Руси вече было упразднено с усилением княжеской власти после монголо-татарского нашествия. В землях Южной, Западной и Юго-Западной Руси народные собрания в XIV—XV веках постепенно сменились новой системой управления, основанной на немецком праве, что было связано с вхождением данных территорий в состав Великого Княжества Литовского и Польского королевства.

### В Европе
Термин «вече» в научной литературе также обозначает средневековые народные собрания у западных славян (лютичей, лужичан, ободритов и руян, а также в Великой Моравии и Чехии). Генрик Ловмянский и Кароль Модзелевский сопоставляли вече с народным собранием германских и скандинавских племён ― тингом.

### Комментарии
1. ↑  Михаил Щербатов, Михаил Ломоносов, Август Шлёцер, Иван Штриттер и Иван Елагин[6]
2. ↑  Михаил Дьяконов и Василий Сергеевич[7]
3. ↑  Михаил Владимирский-Буданов, Михаил Грушевский, Митрофан Довнар-Запольский, Сергей Платонов и Александр Пресняков[7]
4. ↑  Борис Греков, Михаил Тихомиров, Александр Шапиро, Лев Черепнин и Михаил Свердлов[9]
5. ↑  Серафим Юшков, Владимир Мавродин, Игорь Фроянов, Андрей Дворниченко, Игорь Данилевский и Александр Майоров[10]